# Соловей (ім'я)
Соловей — українське чоловіче ім'я дохристиянського походження.
Соловей означає «красномовний». Ім'я це надавалося волхвам, музикантам, співцям, які вміли гарно промовляти, співати, грати на музичних інструментах тощо.

## Відомі носії
- Соловей, Соловейко — богатир у війську Мстислава Удатного. Вперше згаданий у 1209 р. Загинув у битві на Калці
- Соловей Будимирович (або Соловій Гудимирович — в українських билинах галицького періоду)
- Соловей Розбійник
- Волхв «вищий над жерцями Богомил, сладкоречія ради наречений Соловей», який очолив боротьбу за рідну віру в Новгороді (за Татищевим).

## Прізвища, що походять від імені Соловей
Соловій, Соловей, Соловієнко, Солов'єнко, Солов'ян, Солов'яненко, Соловко, Соловійчик, Соловейчик, Соловченко, Соловчук, Солов'юк